# Efervesciencia
Efervesciencia es un programa de ciencia de la Radio Gallega creado en 2006. Efervesciencia está producido por la Universidad de Santiago de Compostela y financiado por la Fundación Española para la Ciencia y la Tecnología (FECyT).
Presentado por Manuel Vicente, celebró sus primeros 10 años en antena en  2017.

## Premios
Efervesciencia recibió en dos ocasiones el Premio de Periodismo Científico Galicia Innovación de la Junta de Galicia (segundo premio en la edición de 2008, y el primero en 2009), y el Prisma de la  Casa de las Ciencias de divulgación científica en 2013.